# Список школ Москвы

В Москве по данным на конец 2017 года насчитывается 854 общеобразовательных школ (704 государственных и 150 частных). Численность учащихся составляет 969,2 тыс. чел.
На Портале открытых данных правительства Москвы на конец 2021 года содержится информация о 718 учреждениях.
На данной странице представлен упорядоченный список школ Москвы по их порядковому номеру.

## Классификация
- Школы — Школы Москвы
  - Школы средние общеобразовательные
  - Школы специальные
  - Школы вечерние
  - Школы многопрофильные образовательные комплексы
- Центры образования
- Лицеи — Лицеи Москвы

## Сокращения
- АНО — автономная некоммерческая организация
- ГОУ — государственное образовательное учреждение
- ГАОУ — государственное автономное общеобразовательное учреждение
- ГБОУ — государственное бюджетное общеобразовательное учреждение
- ГКОУ — государственное казённое общеобразовательное учреждение
- НОУ — негосударственное образовательное учреждение
- СОУ — среднее образовательное учреждение
- СОШ — средняя общеобразовательная школа
- СКОШ — специальная (коррекционная) общеобразовательная школа
- СКОШИ — специальная (коррекционная) общеобразовательная школа-интернат
- СШ — средняя школа
- УВК — учебно-воспитательный комплекс
- ЦО — центр образования
- ЧШ — частная школа
- ЧОУ — частное образовательное учреждение
- ВСШ — вечерняя (сменная) школа
- ВСОШ — вечерняя (сменная) общеобразовательная школа
- ПТУ — профессиональное техническое училище

## Государственные бюджетные общеобразовательные учреждения
Школы Москвы перечислены по алфавиту в категории — Школы Москвы

### Без нумерации
1. Инженерно-техническая школа имени дважды Героя Советского Союза П. Р. Поповича — ул. 8 марта, д. 17
2. Курчатовская школа — ул. Маршала Конева, д. 10
3. Московская международная школа — ул. 3-я Владимирская улица, д. 5
4. Образовательный центр «Протон» — Филёвский бульвар, д. 3, корп. 2
5. Романовская школа — Большой Кондратьевский переулок, д. 3
6. Школа «Бескудниково» — Бескудниковский бульвар, д. 50а
7. Школа в Капотне — 5-й квартал Капотня, д. 29
8. Школа имени Артёма Боровика — ул. Братиславская, д. 4
9. Школа имени В. В. Маяковского — ул. 1-я Дубровская, д. 16
10. Школа имени Ф. М. Достоевского — ул. Краснодонская, д. 2, корп. 4
11. Школа им. Н. М. Карамзина — Проезд Карамзина, д. 13, корп. 2
12. Школа «Интеграл» — ул. Кастанаевская, д. 10
13. Школа «Интеллектуал» — ул. Кременчугская, д. 11, стр. 4
14. Школа «Кузьминки» — Есенинский бульвар, д. 14, корп. 2
15. Школа Марьина Роща имени В. Ф. Орлова — ул. Двинцев, д. 10
16. Школа «Марьино» имени маршала авиации А. Е. Голованова — Батайский проезд, д. 21
17. Школа «Многопрофильный комплекс Бибирево» — ул. Конёнкова, д. 8а
18. Школа на проспекте Вернадского — проспект Вернадского, д.127 корп. 2
19. Школа на Юго-Востоке имени Маршала В. И. Чуйкова — Таможенный проезд, д. 4
20. Школа на Яузе — Кондрашёвский тупик, д. 3а
21. Школа Перспектива — ул. Синявинская, д. 11а
22. Школа «Покровский квартал» — Большой Казённый переулок, д. 9
23. Школа «Свиблово» — ул. Седова, д. 4, корп. 1
24. Школа «Содружество» — ул. Красноказарменная, д. 11
25. Школа «Спектр» — ул. Гурьянова, д. 33
26. Школа «Тропарёво» — ул. Академика Анохина, д. 48
27. Школа «Глория» — ул. Белозерская, д. 12
28. Школа «Новокосино» — ул. Суздальская, д. 24б

### 1—99
1. Спецшкола № 1[4] — ул. Михалковская, д. 15а
2. Лицей «Вторая школа» — ул. Фотиевой, д. 18
3. Школа № 7[5] — ул. Крупской, д. 17
4. Школа № 14[6] — ул. Академика Анохина, д. 32
5. Школа № 15[7] — ул. Херсонская, д. 27а
6. Школа № 17[8] — ул. Введенского, д. 28
7. Школа № 30[9] — ул. Олений Вал, д. 22
8. Школа № 31[10] — ул. Молдагуловой, д. 6
9. Школа № 32[11] — ул. Адмирала Лазарева, д. 53
10. Школа № 37[12] — ул. Столетова, д. 3
11. Школа № 41[13] имени Григория Алексеевича Тарана — ул. Большая Внуковская, д. 4
12. Школа № 45[14] имени Л. И. Мильграма — ул. Гримау, д. 8
13. Школа № 46[15] — ул. Обручева, д. 28а
14. Школа № 49[16] — ул. Генерала Антонова, д. 5а
15. Школа № 51 — Ленинский проспект, д. 125, корпус. 4
16. Школа № 56 имени академика В. А. Легасова — Кутузовский проспект, д. 22
17. Пятьдесят седьмая школа — Малый Знаменский переулок, д. 7/10, стр. 5
18. Школа № 58 — ул. Твардовского, д. 12
19. Школа № 64 — ул. Партизанская, д. 30, корп. 2, стр. 2
20. Школа № 67 — Кутузовский проезд, д. 10
21. Школа № 69 имени Б. Ш. Окуджавы — ул. Кулакова, д. 2, корп. 2
22. Школа № 86 имени М. Е. Катукова — ул. Маршала Катукова, д. 12, корп. 3
23. Открытая (сменная) школа № 88 — Средняя Калитниковская улица, д. 9-11, стр. 1
24. Школа № 89 имени А. П. Маресьева — ул. Кулакова, д. 12, корп. 2
25. Школа № 90 имени Героя Советского Союза Е. Г. Ларикова — 4-й Новоподмосковный переулок, д. 2а
26. Школа № 91 — ул. Поварская, д. 14
27. Школа № 97 — ул. Кременчугская, д. 46

### 100—199
1. Школа № 109 — ул. Академика Бакулева, д. 20
2. Школа № 113 — ул. Профсоюзная, д. 118б
3. Школа № 117 — ул. Академика Пилюгина, д. 18, корп. 1
4. Школа № 118 — ул. Строителей, д. 15
5. Школа № 121 — ул. Гарибальди, д. 28 корп. 3
6. Школа № 123 — Хлыновский тупик, д. З, стр. 5
7. Школа № 138 — ул. Генерала Глаголева, д. 10, корп. 2
8. Школа № 141 имени Героя Советского Союза Рихарда Зорге — ул. Зорге, д. 4
9. Школа № 149 — ул. Врубеля, д. 6
10. Школа № 152 — ул. 1-я Аэропортовская, д. 1
11. Школа № 158 — Валдайский проезд, д. 14
12. Школа № 167 имени Маршала Л. А. Говорова — Ленинградское шоссе, д. 94а
13. Школа № 170 имени А. П. Чехова — ул. Профсоюзная, д. 96б
14. Школа № 171 — ул. 2-я Фрунзенская, д. 7а
15. Школа № 179 — ул. Большая Дмитровка, д. 5/6, стр. 7
16. Школа № 183 — ул. Дубнинская, д. 59
17. Школа № 185 имени Героя Советского Союза, Героя Социалистического Труда В. С. Гризодубовой — ул. Михалковская, д. 3
18. Школа № 192 — Ленинский проспект (Москва), д. 34а
19. Школа № 199 — ул. Дмитрия Ульянова, д. 15, корп. 1

### 200—299
1. Школа № 201 ордена Трудового Красного Знамени имени Героев Советского Союза Зои и Александра Космодемьянских (ГБОУ) — 125130, ул. Зои и Александра Космодемьянских, 3, стр. 1
2. Школа № 218 — 127434, Дмитровское ш., д. 5а
3. Школа № 222 — 127591, ул. Восьмисотлетия Москвы, д. 7а
4. Школа № 224 — 125212, Ленинградское ш., д. 54
5. Школа № 236 — 127412, ул. Клязьминская, д. 8а
6. Школа № 281 — 129314, ул. Радужная, д. 7
7. Школа № 283 — 129224, ул. Широкая, д. 21а
8. Школа № 285 — 129081, Ясный пр., д. 24а
9. Школа № 293 им. А. Т. Твардовского — 129301, ул. Касаткина, д. 1а

### 300—399
1. Школа № 305 — Путевой проезд, д. 10а
2. Школа № 315 — ул. Русаковская, д. 10, строение 1
3. Школа № 319 — ул. Амурская, д. 6
4. Школа № 324 «Жар-птица» — ул. Лобачевского, д. 54
5. Школа № 338 имени Героя Советского Союза А. Ф. Авдеева — посёлок Воскресенское, дом 37а
6. Школа № 345 имени А. С. Пушкина — Елоховский проезд, д. 1, строение 5, ул. Бауманская, д. 40
7. Школа № 354 им. Д. М. Карбышева — 107005, Лефортовский пер., д. 8/10
8. Школа № 368 «Лосиный остров» — 107065, ул. Уссурийская, д. 12
9. Школа № 374 — 107564, ул. Миллионная, д. 5/7
10. Школа № 384 — 121353, ул. Беловежская, д. 67а

### 400—499
1. Школа № 423 — Федеративный проспект, д. 1а
2. Школа № 429 «Соколиная гора» — проспект Будённого, д. 15а
3. Школа № 444 — ул. Нижняя Первомайская, д. 14
4. Школа № 448 — пос. Акулово, д. 43а
5. Школа № 460 — 109559, ул. Белореченская, д. 11
6. Школа № 463 — 115470, ул. Судостроительная, д. 10, к. 1
7. Школа № 480 им. В. В. Талалихина — 109029, ул. Ср. Калитниковская, д. 22, стр. 1
8. Школа № 491 — 109439, Москва, ул. Юных Ленинцев («Кузьминки»)*В настоящее время школа находится в «Марьино».
9. Школа № 491 «Марьино» — 109651, Новочеркасский бул., д. 17-19
10. Школа № 498

### 500—599
1. Школа № 504 — Варшавское шоссе, д. 67
2. Школа № 507 — ул. Садовники, д. 13
3. Школа № 508 — ул. Элеваторная, д. 4, корп. 2
4. Школа № 518 — Садовническая набережная, д. 37, стр. 1
5. Школа Спектр — ул. Гурьянова , д. 71
6. Школа № 534 — Ореховый проезд, д. 17, корп. 2
7. Школа № 536 — ул. Азовская, д. 41
8. Школа № 538 имени С. В. Гришина — ул. Каховка, д. 19, корп. 2
9. Школа № 544 — Каширское шоссе, д. 116, корп. 3
10. Школа № 547 — ул. Малая Тульская, д. 15
11. Школа № 548 «Царицыно» — ул. Домодедовская, д. 35, корп. 2
12. Школа № 554 — ул. Перекопская, д. 7, корп. 3
13. Школа № 556 — ул. Днепропетровская, д. 33а
14. Специальная (коррекционная) школа № 571 — ул. Большая Очаковская, д. 25
15. Школа № 597 «Новое поколение» — ул. Петрозаводская, д. 19а

### 600—699
1. Школа № 609 — Зеленоград, корп. 314
2. Школа № 618 — Зеленоград, корп. 429а
3. Школа № 625 — ул. Шверника, д. 17, корп. 2
4. Школа № 626 имени Н. И. Сац — Севастопольский проспект, д. 43а
5. Школа № 627 имени генерала Д. Д. Лелюшенко — ул. Дубининская, д. 42
6. Школа № 629 — Варшавское шоссе, д. 156б
7. Школа № 630 имени дважды Героя Советского Союза Г. П. Кравченко — Варшавское шоссе, д. 12
8. Школа № 641 имени Сергея Есенина — Волгоградский проспект, д. 66, корп. 4
9. Школа № 648 имени Героя Российской Федерации А. Г. Карлова — ул. Флотская, д. 11
10. Школа № 654 имени А. Д. Фридмана — ул. Юных Ленинцев, д. 35, корп. 2
11. Школа № 656 имени А. С. Макаренко — Бескудниковский бульвар, д. 29
12. Школа № 657 — ул. Подольских Курсантов, д. 16а
13. Школа № 664 — ул. Главная, д. 13
14. Школа № 667 имени Героя Советского Союза К. Я. Самсонова — Востряковский проезд, д. 13а

### 700—799
1. Школа № 705 — СЗАО — ул. Кулакова, д. 25, корп. 2
2. Школа № 709 — ул. 7-я Северная линия, д. 13
3. Школа № 710 им. Народного учителя СССР В. К. Жудова — ул. Студенческая ул., д. 29
4. Школа № 717 — ул. Зои и Александра Космодемьянских, д. 4а
5. Школа № 719 — Зеленоград, корп. 921а
6. Школа № 727 — 3-й Лихачёвский переулок, д. 2а
7. Школа самоопределения № 734 имени А. Н. Тубельского — Сиреневый бульвар, д. 58а
8. Школа № 760 имени А. П. Маресьева — ул. Лосевская, д. 9
9. Школа № 763 — ул. Стартовая, д. 27, корп.3
10. Школа № 771 — ул. Софьи Ковалевской, д. 8а
11. Школа № 777 имени Героя Советского Союза Е. В. Михайлова — ул. Маёвок, д. 4

### 800—899
1. Школа № 806 — ул. Полоцкая, д. 21
2. Школа № 814 — ул. Веерная, д. 5 корп. 3
3. Школа № 825 — ул. Окская, д. 16, корп. 3
4. Школа № 827 — ул. Туристская, д. 19, корп. 5
5. Школа № 830 — ул. Большая Набережная, д. 23
6. Школа № 842 — город Зеленоград, корп. 142
7. Школа № 843 — ул. Мичуринский Проспект, Олимпийская Деревня, д. 23
8. Школа № 851 — ул. Кировоградская, д. 8г
9. Школа № 853 — город Зеленоград, корп. 913а
10. Школа № 854 — город Зеленоград, корп. 603а
11. Школа № 867 — ул. Борисовские Пруды, дом 20, корп. 3
12. Школа № 875 — пр-т Вернадского, д. 101, корп. 5
13. Школа № 878 — Шипиловский проезд, д. 37, корп. 2
14. Школа № 883 — ул. Планерная, д. 5, корп. 2
15. Школа № 887 — ул. Молдавская, д. 6, корп. 2
16. Школа № 896 — ул. Воронежская, д. 26, корп. 4

### 900—999
1. Школа № 902 «Диалог» — ул. Ряжская, д. 11
2. Школа № 904 — Кавказский бульвар, д. 16, корп. 2
3. Школа № 920 — ул. Перовская, д. 37
4. Школа № 922 — ул. Молостовых, д. 6а
5. Школа № 924 — ул. Газопровод, д. 5а
6. Школа № 935 — ул. Липецкая, д. 15 корп. 2
7. Школа № 937 имени Героя Российской Федерации А. В. Перова — ул. Маршала Захарова, д. 25, корп. 2
8. Школа № 939 — Борисовский проезд, д. 40, корп. 2
9. Школа № 947 — ул. Лебедянская, д. 16
10. Школа № 949 — ул. Воронежская, д. 46, корп. 3
11. Школа № 950 — ул. Декабристов, д. 26а
12. Школа № 953 — Шенкурский проезд, д. 15
13. Школа № 956 — ул. Заповедная, д. 22
14. Школа № 962 — ул. Санникова, д. 3, корп. 3
15. Школа № 967 — ул. Сухонская, д. 13
16. Специальная (коррекционная) школа № 991 — ул. Шипиловская, д. 59, корп. 2
17. Школа № 996 — Борисовский проезд, д. 13
18. Школа № 998 — ул. Борисовские пруды, д. 36, корп. 2

### 1000—1099
1. Школа № 1000 — ул. Наро-Фоминская, д. 1
2. Школа № 1002 — пр-т Солнцевский, д. 12а
3. Школа № 1018 — ул. Шолохова, д. 20
4. Вишняковская школа — аллея Жемчуговой, д. 7
5. Школа № 1034 имени Героя Советского Союза В. В. Маркина — ул. Братеевская, д. 8, корп. 2
6. Школа № 1056 — ул. Штурвальная, д. 7, корп. 2
7. Школа № 1065 — ул. Скобелевская, д. 28
8. Школа № 1080 — ул. Знаменская, д. 12/4
9. Школа № 1095 — ул. Енисейская, д. 32, корп. 3

### 1100—1199
1. Школа № 1101 — ул. Академика Варги, д. 34
2. Школа № 1103 имени Героя Российской Федерации А. В. Соломатина — Литовский бульвар, д. 17, корп. 4
3. Школа имени Н. М. Карамзина — проезд Карамзина, д. 13.
4. Школа № 1125 имени Я. Н. Федоренко — ул. Бусиновская Горка, д. 7, корп. 1
5. Школа № 1150 имени дважды Героя Советского Союза К. К. Рокоссовского — Зеленоград, корп. 1609
6. Школа № 1151 — Зеленоград, корп. 1469
7. Школа № 1155 (СЗАО, ул. Таллинская, д. 16 корп.4)
8. Школа № 1158 — 117648, мкр. Северное Чертаново, корп. 809
9. Школа № 1159
10. Школа № 1161
11. Школа № 1164
12. Школа № 1169
13. Школа № 1173
14. Школа № 1179
15. Школа № 1186 имени Мусы Джалиля
16. Школа № 1190 — 123627, Пятницкое ш., д. 25, к. З
17. Школа № 1191 — 123627, ул. Митинская, д. 48, к. 2
18. Школа № 1194 — 124683, Зеленоград, к. 1556
19. Школа № 1195 ул. Дорогобужская, д. 13

### 1200—1299
1. Школа № 1205 — ул. Архитектора Власова, д. 19а
2. Школа № 1206 — Литовский бульвар, д. 3, корп. 3
3. Школа № 1207 — ул. Домодедовская, д. 24, корп. 7
4. Школа № 1208 имени Героя Советского Союза М. С. Шумилова — ул. Зеленодольская, д. 33. корп. 3
5. Школа № 1210 — ул. Гамалеи, д. 17 корп. 1
6. Школа № 1212 Щукино — ул. Маршала Рыбалко, д. 14
7. Школа № 1213 — 3-й Нижнелихоборский проезд, д. 6а
8. Школа № 1220 — ул. Аргуновская, д. 12, корп. 2, стр. 1
9. Школа № 1222 имени Маршала Советского Союза И. Х. Баграмяна — ул. Нижегородская, д. 64
10. Школа № 1223 — 125239, ул. Михалковская, д. 13А
11. Школа № 1228 — 111024, ул. Авиамоторная, д. 42
12. Школа № 1231 имени В. Д. Поленова (ГБОУ) — 119002, пер. Спасопесковский, д. 6, стр. 7
13. Школа № 1234 — 121069, ул. Б. Молчановка, д. 26—28
14. Школа № 1236 — 127254, ул. Яблочкова, д. 10
15. Школа № 1238 — 119634, ул. Чоботовская, д. 19
16. Школа № 1239 — с углублённым изучением английского языка — Вспольный пер., 6
17. Школа № 1241 — 123002, Б. Трёхгорный пер., д. 3
18. Школа № 1246 — с углублённым изучением английского языка, 107143, Открытое ш., д. 29
19. Школа № 1247 имени Юргиса Балтрушайтиса (русско-литовская) — 105005, Госпитальный пер., д. 3
20. Школа № 1248 (ГБОУ) — 121352, ул. Давыдковская, д. 2, корп. 6
21. Школа № 1249 — 125057, Чапаевский пер., д. 6
22. Школа № 1250 — 125212, Ленинградское ш., д. 27
23. Школа № 1251 — 125252, ул. С.Альенде, д. 9
24. Школа № 1252 — 125080, ул. Дубосековская, д. 3
25. Школа № 1253 — 119021, Зубовский б-р, д. 5
26. Школа им. Полбина — с углублённым изучением английского языка, 109388, ул. Полбина, д. 38
27. Школа № 1257 — 113093, ул. Павловская, д. 8А
28. Школа № 1259 — с углублённым изучением английского языка — 115054, 5-й Монетчиковский пер., 7
29. Школа № 1270 (ГБОУ) — 109004, Товарищеский пер., д. 21
30. Школа № 1272 — 109280, Кожуховский 1-й пр., д. 17
31. Школа № 1273 — с углублённым изучением английского языка — 117647, ул. Академика Капицы, д. 12
32. Школа им. Маяковского — ул. 1-я Дубровская, д. 16
33. Школа № 1279 — 113149, ул. Азовская, 2/2
34. Школа № 1282 — 107014, ул. Барболина, д. 1
35. Школа № 1283 — 103045, ул. Садовая-Спасская, д. 8
36. Школа № 1284 им. Наташи Ковшовой — 101000, Уланский пер., д. 8/10
37. Школа № 1285 — 123362, ул. Свободы, д. 3, к. 1
38. Школа № 1286 — 125481, ул. Героев Панфиловцев, д. 15
39. Школа № 1287 — 125167, Аэропорта пр., д. 10
40. Школа № 1288 им. Н. В. Троян — 125284, ул. Поликарпова, д. 3А
41. Школа № 1290 — 105077, ул. Первомайская, д. 59
42. Школа № 1296 (ГБОУ) — 127237, Керамический пр., д. 55, к. 3
43. Школа № 1297 — 129041, Глинистый пер., д. 7
44. Школа № 1299 — 127055, ул. Новослободская, д. 57

### 1300—1399
1. Школа № 1302 — ул. Исаковского, д. 29, корп. 1
2. Школа № 1310 — ул. Перовская, д. 44а
3. Школа № 1311 — Ленинский, д. 97, корп. 1
4. Школа № 1315 — Конаковский проезд, д. 5
5. Школа № 1317 — ул. Академика Анохина, д. 4, корп. 5
6. Школа № 1321 «Ковчег» — ул. Авиамоторная, д. 30а, корп. 1
7. Школа № 1324 — Федеративный проспект, д. 27
8. Школа № 1329 — ул. Никулинская, д. 10
9. Школа № 1347 — ул. Главмосстроя, д. 28
10. Школа Новокосино (бывш. Школа № 1351 (1047)) — ВАО — 111673, ул. Суздальская, д. 22Б
11. Школа № 1352 (до 2005—314) — ВАО — 107207, Щёлковское шоссе, д. 77а — с углублённым изучением английского языка
12. Школа № 1353 (1976—1993 — № 608; 1993—2001 — УВК «Родник»; 2001—2005 — № 1806) — Зеленоград — с углублённым изучением английского языка — 124498, Зеленоград, Берёзовая ал., д. 8а
13. Школа № 1354 «Вектор» — ЮЗАО — Москва, Изюмская улица, дом 38, корпус 1
14. Школа № 1355 — ЮЗАО — Джанкойская улица, д. 7
15. Школа № 1356 — ЮЗАО — ул. Грина, д. 18Б
16. Школа № 1357 «На Братиславской» — ЮВАО — 117623, с углублённым изучением английского языка, ул. Перервинский бульвар, д. 7
17. Школа № 1358 — СЗАО — 125310, Пятницкое шоссе, д. 45, корп. 2
18. Школа № 1360 — с углублённым изучением математики — ул. Краснобогатырская, д. 21, к. 2
19. Школа № 1363 — Рязанский пр-т, д. 82, к. 4
20. Школа № 1368 — с углублённым изучением информационных технологий
21. Школа № 1375 — Нагатинская наб., 24
22. Школа № 1381 — Янтарный проезд, д. 2
23. Школа № 1383 — ул. Дубнинская, д. 7
24. Школа № 1384 имени А. А. Леманского — ул. Новопесчаная, д. 15
25. Школа № 1387 — ул. Соколово-Мещёрская, д. 27
26. Вешняковская школа — ул. Кетчерская, д. 8а
27. Школа № 1391 — рабочий посёлок Киевский, д. 7а
28. Школа № 1392 имени Д. В. Рябинкина — поселение Десёновское
29. Школа № 1394 «На набережной» — Батайский проезд, д. 47
30. Школа № 1399 — ул. Вилиса Лациса, д. 33, корп. 2

### 1400—1499
1. Школа № 1400 им. Е. В. Кулагиной и  В. С. Сотниковой (ГБОУ) — Можайское шоссе, д. 48
2. Школа № 1404 «Гамма» — 107014, ул. Б. Оленья, д. 3/5
3. Школа № 1409 (ГБОУ) — 125252, Ходынский бульвар, д. 7
4. Школа № 1411 — 127566, Северный б-р, д. 1А
5. Школа № 1412 — 127549, ул. Мурановская, д. 4А
6. Школа № 1413 — 127543, ул. Белозерская, д. 15
7. Школа № 1415 — 129515, ул. 1-я Останкинская, д. 29
8. Школа № 1416 — 127576, ул. Новгородская, д. 8
9. Школа № 1420 — 109444, ул. Ташкентская, д. 21, к. 2 и д. 18
10. Школа № 1420 (профессиональная) — 109193, ул. Кожуховская 5-я, д. 1/11
11. Школа имени Маршала В.И. Чуйкова — Васильцовский стан, д. 4.
12. Школа № 1440 (ГБОУ) — 121609, Москва, Осенний бульвар, д. 10, к. 3
13. Шуваловская школа № 1448 — Мичуринский проспект, д. 5, корп. 1
14. Школа № 1450 «Олимп» — 117556, ул. Фруктовая д.9
15. Школа № 1454 — 125422, ул. Тимирязевская, д. 14а
16. Школа № 1474 (САО) — Клинская ул., 22
17. Школа № 1466 имени Надежды Рушевой (ГБОУ) — 115304, ул. Ереванская, д. 20, к. 2
18. Школа № 1467 — ул. Шолохова, д. 9, индекс 119634
19. Школа № 1468 — 109147, г. Москва, Брошевский пер., д. 21

#### Станция метро
1. Образовательный центр " Протон" (Школа № 1497 (ЦО)) — 121309, ул. Барклая, д. 15, к. 3
2. Школа № 1498 — 117607, Мичуринский пр-т, д. 23

### 1500—1599
1. Пушкинская школа № 1500 — Милютинский переулок, д. 18, стр. 2
2. Школа № 1501 — Тихвинский пер., д. 3
3. Школа № 1502 при Московском энергетическом институте — 111555, ул. Молостовых, д. 10А
4. Школа № 1503 — 129626, ул. Павла Корчагина, д. 18
5. Школа № 1504 — 111555, ул. Сталеваров, д. 10а
6. Школа № 1505 «Преображенская» (ГБОУ) — 107061, 2-я Пугачёвская улица, д. 6а
7. Школа № 1506 — 127282, ул. Широкая, д. 1а
8. Школа № 1507 — 117321, ул. Профсоюзная, д. 132, корп. 9
9. Измайловская школа № 1508 — 105043, Первомайская ул., д. 65
10. Лицей № 1511 НИЯУ МИФИ — Пролетарский проспект, д. 6, к. 3.
11. Школа № 1512 — 111538, Косинская ул., д. 24а
12. Школа № 1514 — ул. Крупской, д. 12
13. Школа № 1515 — 123154, ул. Народного Ополчения, д. 27, к. 2
14. Школа № 1516 — 107589, ул. Хабаровская, д. 4а,
15. Школа № 1517 — Живописная ул., д. 11, к. 1
16. Школа № 1518 — 129085, проспект Мира, д. 87
17. Школа № 1519 — 123181, ул. Маршала Катукова, д. 21, корп. 2
18. Школа № 1520 имени Капцовых — 125009, Леонтьевский переулок, д. 19/2, строение 1
19. Школа № 1522 имени В. И. Чуркина — 123423, ул. Народного ополчения, д. 16, корп. 4
20. Университетский лицей № 1523 — Кленовый бульвар, д. 21
21. Школа № 1524 — 109548, ул. Гурьянова, д. 6, корп. 2
22. Школа № 1526 на Покровской — 117535, ул. Дорожная, д. 20а
23. Школа № 1527 — 115470, проспект Андропова, д. 17, к. 5
24. Школа № 1528 имени Героя Советского Союза И. В. Панфилова — 124527, город Зеленоград, корпус 817
25. Школа № 1529 имени А. С. Грибоедова — 119034, 2-й Обыденский переулок, д. 9
26. Школа № 1530 «Школа Ломоносова» — 107014, Егерская ул., д. 4
27. Школа № 1531 имени С. К. Годовикова — 129085, ул. Годовикова, д. 4, строение 3
28. Школа № 1532 — 117465, ул. Тёплый Стан, д. 13, корп. 3
29. Школа № 1533 «ЛИТ» — 119296, Ломоносовский проспект, д. 16
30. Школа № 1534 — 117036, ул. Кедрова, д. 11
31. Школа № 1535 — 119048, ул. Усачёва, д. 50
32. Школа № 1537 — 129347, ул. Проходчиков, д. 9
33. Школа № 1538 — 125464, Новотушинский проезд, д. 8, корп. 2
34. Школа № 1539 — 129626, Староалексеевская улица, д. 1
35. Школа № 1540 — 127055, ул. Новослободская, д. 57, строение 1
36. Школа № 1541 — 119415, проспект Вернадского, д. 55
37. Школа № 1542 — 119620, улица Авиаторов, д. 8, корп.2
38. Гимназия № 1543 им. Ю.В. Завельского — 119571, ул. 26-ти Бакинских Комиссаров, д. 3, к. 5
39. Школа № 1544 — 125222, Пенягинская улица, д. 14
40. Школа № 1547 — Белореченская ул.
41. Школа № 1550 — 125284, Беговая ул., 19
42. Школа № 1551 — 125364, ул. Свободы, д. 42, корп. 2
43. Школа № 1552 — ул. Мусы Джалиля, д. 25
44. Школа № 1553 имени В. И. Вернадского — Дербеневская ул., 13
45. Школа № 1554 (ГБОУ) — 127490, ул. Пестеля, д. 5
46. Школа № 1557 им. Петра Леонидовича Капицы — 124536, Зеленоград, к. 509
47. Школа № 1558 им. Росалии де Кастро — Москва, СВАО, 129327, Чукотский пр., д. 6
48. Школа № 1560 «Лидер» — 123423, ул. Маршала Тухачевского, д. 17, корп. 3
49. Школа № 1561 — ул. Паустовского, д.6, корп. 2, район Ясенево
50. Марьинская школа № 1566 памяти Героев Сталинградской битвы — 109652, ул. Люблинская, д. 173а
51. Школа № 1568 имени Пабло Неруды — 127221, проезд Шокальского, д. 7, корп. 2
52. Школа № 1569 «Созвездие» — улица Мусы Джалиля, д. 36, к. 2
53. Школа № 1570 — 5-я ул. Ямского Поля, д. 28
54. Школа № 1573 — ул. Псковская, д. 11
55. Школа № 1574 — 1-я Миусская ул., д. 4
56. Школа № 1576 — 127299, Большая Академическая ул., д. 22а
57. Школа № 1579 — 115522, Пролетарский просп., д. 7, корп. 3
58. Школа № 1580 при МГТУ имени Н. Э. Баумана — Балаклавский проспект, д. 6А
59. Инженерная школа № 1581 — 107120, Большой Полуярославский переулок, д. 7/4
60. Школа № 1582 — Кировоградская улица, д. 18, к. 4
61. Школа № 1583 имени К. А. Керимова — 125493, ул. Смольная, д. 25
62. Школа № 1584 — 121615, Рублёвское шоссе, д. 24, к. 3
63. Школа № 1586 — 119330, Дружбы, д. 8
64. Школа № 1589 - 121357, Инициативная  улица, дом 1.
65. Школа № 1590 имени Героя Советского Союза В. В. Колесника — 125502, ул. Фестивальная, д. 69
66. Школа № 1591 — 111672, ул. Новокосинская, д. 40а
67. Школа имени Героя Российской Федерации Е. Н. Чернышёва — 127247, Бескудниковский проезд, д. 4б
68. Школа в Некрасовке— 111674, 2-я Вольская, д. 7, к.2

### 1600—1699
1. Школа № 1601 (ГБОУ) — 103220, ул. Нижняя Масловка, д. 16
2. Школа № 1619 им. М. Цветаевой (УВК) — 123458, ул. Таллинская, д. 20, к. 4
3. Школа № 1621  — образовательный комплекс «Школа лидерства Лаудер Эц Хаим» с еврейским этнокультурным компонентом — М. Козловский пер., д. 3
4. Школа «Дмитровский» (УВК) — 127411, Дмитровское ш., д. 137а
5. Школа № 1633 (УВК) — 117049, Люсиновский 1-й пер., д. 5
6. Школа № 1634 — начальная — 107014, ул. Короленко, д. 2а
7. Школа № 1634 — старшие классы — 107014, ул. Ширяевская Б., д. 15
8. Школа № 1636 — 115583, Воронежская улица, д. 7, к. 2
9. Школа № 1637 (ГБОУ) — 111401, ул. 3-я Владимирская, д. 12а
10. Школа № 1678 (УВК) — 127591, ул. Дубнинская, д. 46, к. 2
11. Школа № 1679 «Школа Здоровья» (ГОУ, ЦО) — 125239, ул. Новопетровская, д. 1а
12. Школа № 1694 "Ясенево" им. П. М. Фитина (УВК) — 117593, Ясенево, Литовский бульв., д. 11, к. 6

### 1700—1799
1. Школа № 1741 — 119602, ул. Никулинская, д. 5
2. Школа № 1747 — 123627, Митинский 3-й пер., д. 12
3. Школа № 1748 «Вертикаль» (ГБОУ) — Сиреневый бульвар, д. 73 к. 3
4. Школа № 1798 «Феникс» (ГБОУ) — Зелёный проспект, дом 75
5. Школа № 1799 — 115035, Кадашёвский 1-й пер., д. 3, строение 1

### 1800—1899
1. Школа № 1811 «Восточное Измайлово» — ул. Первомайская, д. 111
2. Школа № 1852 — ул. 2-я Владимирская, д. 22а
3. Школа № 1861 «Загорье» — ул. Михневская, д. 8, корп. 2
4. Школа № 1862 — Черноморский бульвар, д. 6, стр. 1
5. Школа № 1874 — ул. Маршала Новикова, д. 13
6. Школа № 1883 «Бутово» — ул. Поляны, д. 53

### 1900—1999
1. Школа № 1905 — 109153, ул. Маршала Полубоярова, 22
2. Школа № 1912 (им. Бауыржана Момышулы) — 124683, Зеленоград, к. 1816
3. Школа № 1935 — Москва, ул. Авиаконструктора Миля, д. 18, к. 2
4. Школа № 1950 — 123056, ул Зоологическая, д. 28, стр.1

### 2000—2200
1. Школа № 2000 — 115522 Москва, Кантемировская улица, дом 22, корпус 6
2. Школа № 2001 — 117546, Харьковский пр., д. 9 А,Б
3. Школа № 2006 — 117216, ул. Грина д. 18, корп. 3, с. 1
4. Школа № 2007 — 117042, ул. Горчакова д. 9, корп. 1
5. Школа № 2009 — ул. Адмирала Руднева, д. 16, к. 1, Бутово, ЮЗАО, Москва (ГОУ СОШ)
6. Школа № 2025 (ГБОУ) — 119361, Очаково-Матвеевское
7. Школа № 2026 (ГБОУ)-ул. Медведева д.6
8. Школа № 2030 (ГБОУ) — 123100, ул. 2-я Звенигородская, д.8
9. Школа № 2031 (ГБОУ) — 111674, ул. Дмитриевского, д. 13
10. Школа № 2033 (ГБОУ) — Щёлковское шоссе, д. 26а
11. Школа № 2045 — 124365, Зеленоград, к. 2031
12. Школа № 2048 (ГБОУ) — ул. Липчанского, д. 6а
13. Школа № 2051 (ГБОУ) — пр-т Защитников Москвы, д. 9 к.2
14. Школа № 2055 (бывш. 83 и 340) — 123100, Москва, 2-я Черногрязская улица, 7, стр.1, 123317, Москва, ул. Подвойского, д. 2
15. Школа № 2070 — 108814, посёлок Коммунарка, Фитарёвская улица, дом 9А
16. Школа № 2072 (ГБОУ) — 111394, ул. Утренняя, д. 12
17. Школа № 2086 (ГБОУ) — пр-т Университетский, д. 5
18. Школа № 2087 «Открытие» (ГБОУ) образовалась в результате слияния ГБОУ ЦО № 1881 (бывш. СОШ № 1042) и ГБОУ СОШ № 1142 — ул. Перерва, д.44, Марьино, ЮВАО, Москва, 109369 и ул. Перерва, д. 36, Марьино, ЮВАО, Москва, 109369
19. Школа № 2101 «Филёвский образовательный центр» (ГБОУ) — 121433, ул. Малая Филёвская, д. 26, корп. 2
20. Школа № 2109 (ГБОУ) — 117148, ул. Маршала Савицкого, д. 6, к. 4
21. Школа № 2116 (ГБОУ) — 115682, Задонский проезд, дом 34, корпус 3
22. Школа № 2122 (ГБОУ) — 142172, ул. Авиаторов, д. 9
23. Школа № 2123 имени Мигеля Эрнандеса (ГБОУ) — пер. Столовый, д. 10/2, стр. 1
24. Школа № 2127 (ГБОУ) — 111672, ул. Салтыковская, д. 13б
25. Школа № 2200 (ГБОУ) — 105215, ул. 11-я Парковая, д. 50

### Школы специальные
1. Школа юных математиков — Малый мехмат
2. Медико-биологическая школа «Vita» — 121614, ул. Крылатские холмы, д. 28, к. 2
3. Академическая школа «Гелан» (НОУ)
4. Школа «Академия Будущего»
5. Американская школа «Юджин Центр»
6. Англо-американская школа (для англоязычных детей)
7. Англо-русская школа
8. Армянская Воскресная школа — Армянский пер., д. 13
9. Британская Международная школа
10. Геологическая школа МГУ
11. Спортивная школа — 117246, ул. Херсонская, д. 30, к. 2
12. Детская академия искусств — 121309, ул. Новозаводская, д. 27
13. Детская академия «Останкино» — 111033, ул. Волочаевская, д. 38, стр. 1
14. Еврейская школа «Бет Егудит» — 125299, ул. Клары Цеткин, д. 15-б
15. Еврейская школа «Мигдал-Ор» — Мичуринский пр-т, д. 62, 117607
16. Классический пансион МГУ им. М. В. Ломоносова — ул. Инициативная, 1
17. Лингвистическая школа при Институте иностранных языков — 107140, ул. В.Красносельская, д. 14, стр. 3
18. Международная общеобразовательная частная школа «Интеграция XXl век» — 123592, Строгинский б-р, д. 7 к. 3
19. Международная школа «Дом Филиппа» — ул. Академика Анохина, д. 28, к. 2 (старый адрес)
20. Международный центр обучения — ул. Ярцевская, д. 6а
21. Московская экономическая школа (МЭШ) — 123022, ул. Заморёнова, д. 29
22. Музыкальный православный центр «Воскресение» — 107065, ул. Камчатская, д. 6
23. Начальная и средняя школа «Луч и Ко» — ул. Вучетича, 7а
24. Начальная школа «Гулливер» — 115409, Каширское шоссе, д. 38, к. 2
25. Начальная школа «Магнолия» — 109193, ул. 7-я Кожуховская, д. 18а
26. Некоммерческое партнёрство средняя общеобразовательная школа «Лицей Столичный» — 115470, Кленовый б-р, д. 6
27. Новая гуманитарная школа (НОУ, СОШ) — 125319, улица Красноармейская, 30б
28. Образовательный комплекс «Пенаты» — 129346, Янтарный пр-д, д. 23
29. Образовательный комплекс «ЮМЛА» — 111396, Союзный пр-т, д. 7
30. Образовательный центр «Белст» — 127322, ул. Фонвизина, д. 16/29
31. Образовательный центр «Колибри» — 105215, ул.11-я Парковая, д. 55
32. Общеобразовательная Пироговская школа — 117049, 1-й Бабьегородский пер., д. 5/7
33. Общеобразовательная школа «Карьера» — ул. Краснодарская, д. 11
34. Православная школа искусств при Храме Преображения Господня — 129110, пр-т Мира, д. 43
35. Православная школа Димитрия Солунского — ул. Берзарина, д. 15Б, стр.1
36. Российско-норвежская старшая школа
37. Российско-норвежская старшая школа — 9—11 классы
38. Свято-Владимирская общеобразовательная православная школа
39. Специализированный учебно-научный центр (СУНЦ) МГУ, школа им. А. Н. Колмогорова — 121357, ул. Кременчугская, д. 11
40. Специальная общеобразовательная школа для слепых и слабовидящих детей
41. Учебно-консультационный центр «Генезис» — 125298, ул. Берзарина, д. 16
42. Учебный центр «Ник-элит» — 127750, Дмитровское ш., д. 27, к. 1
43. Учебный центр «Росинка» — 123373, Походный пр-д, д. 19
44. Христианская школа им. Хинксона — 117218, ул. Новочерёмушкинская, д. 39а
45. Центр «Творческий потенциал личности» — 127006, ул. Краснопролетарская, д. 6а
46. Центр дополнительного образования «Президентская школа» — Аминьевское шоссе, д. 18, корп. 4
47. Центр образования «Школа здоровья» № 1998 «Лукоморье» — 115612, улица Борисовские пруды, дом 12, корпус 3; дом 18, к. 2; дом 10, к. 2 (средняя, начальная школы и детский сад при школе).
48. Центр спорта и образования «Самбо-70» — 117133, ул. Академика Виноградова, д. 4б
49. Центр образования «Юниор» — 105425, ул. Парковая 5-я, д. 58
50. Центр психолого-педагогической реабилитации и коррекции «Рублёво» — 121500, п. Рублёво, ул. Василия Ботылёва, д. 31
51. Школа «Академия языка» — 117558, Новоясеневский пр-т, д. 5, к. 2
52. Школа «Алеф» — 121609, ул. Крылатские Холмы, д. 25, к. 2
53. Школа «Андромеда» — 129626, ул. Новоалексеевская, д. 18, к. 5
54. Школа «Апогей» — 109386, ул. Таганрогская, д. 14а
55. Школа «Атлант» — 113208, ул. Сумская, д. 4а
56. Школа «Афина» — 101000, Уланский пер., д. 8, стр. 2
57. Школа «Бакалавр» — 121606, Крылатские холмы, д. 13
58. Школа «Будущее» — 119285, 2-й Мосфильмовский пер., д. 22а
59. Школа «Вдохновение» — 117647, ул. Академика Капицы, д. 16
60. Школа «ВиА» — 119048, ул. Усачёва, д. 52
61. Школа «Вступление» — 115582, Каширское шоссе, д. 132, к. 2
62. Школа «Выбор» — 117556, Симферопольский бул., д. 9
63. Школа «Гармония» — 105425, Щёлковский пр-д, д. 13а
64. Школа «Гармония» — Зеленоград, Центральный пр-т, к. 421а
65. Школа «Геркулес» — 103031, ул. Петровка, д. 23/10, стр. 18
66. Школа имени Гнесиных
67. Школа «Город солнца» (АНО, СОШ)
68. Школа «Дельта» (ЦО) — 119634, ул. Шолохова, д. 19, к. 2
69. Школа «Дельта-Прометей» — 123424, Волоколамское ш., д. 88-а
70. Европейская гимназия (Москва) — 107014, ул.3-я Сокольническая, д. 3
71. Школа «Знайка» (НОУ, ШОС) — 125239, бул. Матроса Железняка, д. 29-а
72. Школа «Золотое сечение» — 119121, ул. Бурденко, д. 21а
73. Школа «Имя» — 115563, Шипиловская улица, д. 25, к. 2
74. Школа «Интеграл» (НОУ, СОШ) — 113525, ул. Чертановская, д. 34А
75. Школа «Интеграция» (НОУ) — с углублённым изучением английского языка — 121615, ул. Ельнинская, д. 18, к. 3
76. Школа «Интеллектуал» — 109386, ул. Ставропольская, д. 16/12
77. Школа «Интеллект-XXI» — 115551, Каширское шоссе, д. 98, к. 3
78. Школа «Интенсив» (НОУ) — ул. Госпитальный вал, д. 5, корп. 18
79. Школа «Ирида» — 111395, ул. Юности, д. 5/1, к. В
80. Школа «Ирмос» — 125124, ул.1-я Ямского поля, д. 24-а
81. Школа «Исток» — 109428, ул. Михайлова, д. 12-а
82. Школа «Киприда» (НОУ) — 125499, ул. Флотская, д. 48а
83. Школа «Ключ» — 119048, ул. Савельева, д. 5
84. Школа «Колледж-XXI» (НОУ) — 119620, Солнцевский пр-т, д. 7б
85. Школа «Колледж-Ромашка» — 117607, ул. Удальцова, д. 87, к. 1
86. Школа «Констанца Винчи» — 117415, ул, Лобачевского, д. 38
87. Школа «Континент» — 212374, ул. Гвардейская, д. 10, к. 2
88. Школа «Лад» — 105037, ул.3-я Прядильная, д. 15а
89. Школа «Лицей Троице-Лыково» — 127576, ул. Абрамцевская, д. 6а
90. Школа «Личность» (НОУ) — 109452, ул. Паперника, д. 6, к. 2, стр. 1
91. Школа «Логос» — 123308, Новохорошёвский пр-д, д. 24, к. 3
92. Школа «Ломоносовская школа» (НОУ) — Аминьевское ш., д. 18, к. 4
93. Школа «Лотос» (НОУ) — 127349, Шенкурский пр-д, д. 5
94. Школа «Малая школа» (НОУ) — ул. Долгоруковская, д. 5
95. Школа «Маленький принц» — 117463, Новоясеневский пр., д. 38, к. 3
96. Школа «Марина» — 117261, ул. Панфёрова, д. 6, к. 2
97. Школа «Международная школа завтрашнего дня» (НОУ) — 117208, Сумской пр-д, д. 5а
98. Школа «Мини-школа» (НОУ) — 109472, ул. Старые Кузьминки, д. 21
99. Школа «Мир знаний» — 121614, ул. Крылатские холмы, д. 28, к. 3
100. Школа «Московиты» — 117415, ул. Удальцова, д. 31
101. Школа «Муми Тролль» — 125080, Волоколамское ш., д. 1
102. Школа «Мыслитель» (НОУ) — 105118, ул. Б. Тихоновская, д. 18
103. Школа «На Осенней» — 121609, ул. Осенняя, д. 6
104. Школа «Надежда» — 125560, ул. Плещеева, д. 8-а
105. Школа «Наука-сервис» — 109432, ул. Трофимова, д. 22, к. 2, подъезд 3
106. Школа «Новое образование» — 109052, ул. Верхняя Хохловка, д. 1/7
107. Школа «Новый век» — 105037, ул.1-я Парковая, д. 12
108. Школа «Образ» (НОУ) — Люберецкий р-н, Малаховка, Быковское ш., д. 7А
109. Школа «Образование плюс…1» — 119501, ул. Веерная, д. 38, к. 1
110. Школа «Олимп-плюс» (НОУ) — 121552, Рублёвское ш., д. 121
111. Школа «Откровение» (НОУ, ШОС) — 120022, ул. Б. Декабрьская, д. 8
112. Школа «Открытая русская школа» (НОУ)
113. Школа «Первая школа» (НОУ) — начальная школа — 125445, Валдайский пр., 3
114. Школа «Первая школа» (НОУ) — средняя школа — 125195, ул. Фестивальная, д. 39, к. 2
115. Школа «Перспектива» — 113208, Сумской пр-д, д. 2А
116. Школа «Петровская школа» (НОУ) — 125319, ул. Коккинаки, д. 3
117. Школа «Пионер» — 125083, ул. Юннатов, д. 1
118. Школа «Планета» — 115539, ул. Молдагуловой, д. 20а, стр. 2
119. Школа «Познание» (НОУ, ШОС) — 105043, ул.4-я Парковая, д. 10а, стр. 1
120. Школа «Полярная звезда» — 125130, 4-й Новоподмосковный пер., д. 2а
121. Школа «Премьер» — 115553, Шипиловская улица, д. 40/2
122. Школа «ПромоМ» — 117513, Ленинский пр-т, д. 131, к. 3
123. Школа «Просвещение» — 111538, ул. Косинская, д. 4а
124. Школа «Путь зерна»
125. Школа «Разум-Л» — 129642, Проезд Дежнёва, д. 11а
126. Школа «Ренессанс» (НОУ), ул. Производственная, д. 3, к. 1
127. Школа «Риск» — 101000, Новая площадь, д. 3/4, под. 9
128. Школа «Рольф» (НОУ) — 117519, Варшавское шоссе, д. 142
129. Школа «РОШ-Образование» — 127434, Ивановская ул., д. 19/21
130. Школа «Самсон» — 115470, Кленовый б-р, д. 7, к. 2
131. Школа «Светоч Арс» — 125183, ул. Б. Академическая, д. 63А
132. Школа «Семейный Лад» — 123181, ул. Кулакова, д. 3, к. 2
133. Школа «Современное образование» — 103045, Малый Головин пер., д. 14/17
134. Школа «Союз» — 123364, ул. Фабрициуса, д. 32, к. 2
135. Школа «Сподвижник» — 127562, Алтуфьевское ш., д. 12Б
136. Школа «Столичный-КИТ» (НОУ, ШОС) — 113162, ул. Хавская, д. 5
137. Школа «Талисман» — 125124, ул. М. Расковой, д. 11А
138. Школа «Технологии обучения» (ГОУ, ЦО)
139. Школа «Традиционная гимназия» (НОУ, ШОС) — 109028, Тессинский пер., д. 3
140. Школа «Уна» — 129221, ул. Молодцова, д. 2Б
141. Школа «Феникс» — 123458, ул. Таллинская, д. 12, к. 5
142. Школа «Феникс-ВБ» — 117630, ул. Кржижановского, д. 23А
143. Школа «Филипповская школа» (НОУ) — 119435, ул. Пироговская, д. 13, стр. 1
144. Школа «Центр ЮССТ» (НОУ) — 121354, ул. Маршала Неделина, д. 36
145. Школа «Школа на Знаменке» (НОУ) — 121019, ул. Знаменка, д. 15
146. Школа «Школа Святого Георгия» (НОУ) — 109387, ул. Ейская, д. 5
147. Школа «Школа Ясенево» (НОУ) — 117463, ул. Голубинская, д. 24, к. 2
148. Школа «Школьная академия» (НОУ) — Кронштадтский б-р, д. 32
149. Школа «Эдвайс» — 107241, ул. Амурская, д. 23А
150. Школа «Эллада» — 115409, улица Кошкина, д. 6
151. Школа «Эпос» — 115142, ул. Коломенская, д. 5, к. 3
152. Школа «Эрудит» (НОУ, СОШ) — 109544, ул. Рабочая, д. 35, к. 2
153. Школа «Эрудит» — 127566, ул. Высокая, д. 6
154. Школа «Эрудит-2» — 109382, ул. Краснодонская, д. 33
155. Школа «Ювенес» — 123103, ул. Живописная, д. 5, к. 6
156. Школа «Юность» (НОУ, СОШ, ДШИ) — 127591, ул. 800-летия Москвы, д. 28, к. 3
157. Школа будущего «Радуга»
158. Школа во имя апостола и евангелиста Иоанна Богослова
159. Школа во имя Святого благоверного князя Александра Невского
160. Школа-детский сад «Ирис» — 111399, ул. Мартеновская, д. 3а
161. Школа Института Международной торговли и права (ИМТП)
162. Школа искусств «Гармония»
163. Школа классического танца (АНО)
164. Школа менеджеров «Ямис»
165. Школа молодых предпринимателей
166. Школа Натальи Нестеровой
167. Школа пансион «НОП ЦЕНТР» (НОУ)
168. Школа полного дня «Ника»
169. Школа полного дня «Радуга+»
170. Школа при Андреевском монастыре
171. Школа Св. Георгия Победоносца
172. Школа Сотрудничества (НОУ)
173. Школа УМЦ ВОГ (для неслышащих детей) — 105203, ул. Нижняя Первомайская, д. 47
174. Школа УСК «Чертаново» — 113208, ул. Чертановская, д. 7а
175. Школа этикета и всестороннего развития
176. Школа-лицей «Запад-восток» — 129075, Мурманский пр-д, д. 22А
177. Школа-интернат (для детей с нарушением опорно-двигательного аппарата) — 125493, Кронштадтский б-р, д. 20а, к. 7
178. Школа-интернат для детей с нарушениями речи и слуха РАО — 119121, ул. Погодинская, д. 8, к. 1
179. Школа-пансион «Росинка» Фонда развития Международного университета — Московская обл., Одинцовский р-н, пос. Заречье, «Кунцево»
180. Школа-Университет в Сокольниках — 107113, ул. Старослободская, д. 6/8
181. Экономико-Математическая школа при экономическом факультете МГУ им. М. В. Ломоносова
182. Экономико-правовая школа «Потенциал»
183. Экономическая школа-лицей

### Школы кадетские
1. Кадетская школа-интернат № 1 «Первый Московский кадетский корпус» — 125206, ул. Вучетича, д. 30
2. Кадетская школа-интернат № 5 «Преображенский кадетский корпус» (ГКОУ) — 107150, ул. Лосиноотсровская, д. 22а
3. Первый Московский кадетский корпус, Кадетская школа государственных воспитанниц (ГБОУ) — 109263, Волжский бульвар, д. 52/29, стр. 1
4. Кадетская школа-интернат № 11 «Московский дипломатический кадетский корпус» — 121552, ул. Оршанская, д. 14
5. Кадетская школа № 1770 «Московский музыкальный кадетский корпус» — 115142, Коломенская наб., д. 20 и 115407, ул. Судостроительная, дом 43 к. 2
6. Первый Московский кадетский корпус, Навигацкая школа — 121108, ул. Кастанаевская, д. 59
7. Кадетская школа № 1784 «Кадетская школа имени генерала армии В. А. Матросова» — 125040, ул. Скаковая. д. 20

### Школы частные
1. Частная школа-детский сад «АНО СОШ Академическая Гимназия» — школа полного дня. 107014, ул. Большая Тихоновская, д. 18 стр.1
2. Частная школа «Ступени» — 119361, ул. М. Поливановой, д. 12А
3. Общеобразовательное частное учреждение «Образовательный центр имени С. Н. Олехника» (дошкольное, начальное, основное и среднее общее, а также дополнительное образование)- Новогиреевская, 39А; Погонный проезд, 1Б; Окская, д. 5, корп. 3; район Куркино
4. Частная образовательная школа «Данко» — 113623, ул. Скобелевская, д. 25, к. 6
5. Частная школа ВКС Ньютон— школа полного дня. Малый Предтеченский переулок, 1/2
6. Частная школа «Венда» — Прудовой пр-д, д. 9
7. Частная школа «Интеграция» (НОУ) — 121552, улица Ельнинская, д. 18, корпус 3
8. Частная школа «Кладезь» — 105264, ул. 9-я Парковая, д. 54а
9. Частная школа «Международная Ломоносовская гимназия» — ул. Шарикоподшипниковская, д.30А, к.1 (ЮВАО, Дубровка)
10. Частная школа «Наследник» — 115211, улица Борисовские пруды, д. 19, к. 1
11. Школа олимпийского резерва Юг — 117419, ул. Хавская, д. 24, к. 2
12. Частная школа «Ретро» — 105077, ул. 4-я Гражданская, д. 43, к. 8
13. Частная школа «Сотрудничество» — ул. Александра Солженицына, д. 9а
14. Частная школа «Финансово-экономическая школа» — 127322, ул. Милашенкова, д. 11а
15. Частная школа «Эрудит-2» (ЧУ СОШ) — 109387, ул. Краснодонская, д. 33
16. Частная школа — детский сад «Солнечный ветер» — 117133, ул. Академика Варги, д. 2А
17. Частная школа-детский сад НОУ СОШ «Татьянинская частная школа» — 109202, ул. 3-я Карачаровская, д. 10
18. Частная школа-детский сад «Ника» — 113461, ул. Каховка, д. 33, корп. 2
19. Частная школа-детский сад ЧОУ ОО Мшсо — 117485, ул. Профсоюзная, д. 92
20. Школа «ШИК 16» (ГАОУ) — 129223,
21. Школа «ЦПМ» — Олимпийский проспект, д. 11с1
22. Частная школа АНО СОШ "Феникс" с углублённым изучением английского языка - 123458, ул. Таллинская д.12, корп. 5

### Школы, реализующие пилотный проект «Электронная Образовательная Среда»
В сентябре 2014 года в рамках проекта «Электронная Образовательная Среда» в нескольких московских школах была внедрена система обучения с использованием электронных учебников.
Данный проект инициирован мэром Москвы Сергеем Собяниным и является пилотным.
Обучение по электронным учебникам ведётся только в трёх параллелях по трём предметам: в 5 классах по биологии, в 7 классах по истории и в 8 классах по химии.
Школы, в которых обучение ведётся по электронным учебникам:
1. Школа № 1995
2. Школа № 962
3. Школа № 1194
4. Школа № 507
5. Школа № 1747
6. Школа № 1560

## Государственные автономные общеобразовательные учреждения
1. Школа № 1306 «Школа молодых политиков» — Мичуринский проспект, д. 15, корп. 2

## Частные общеобразовательные учреждения
1. Московский лицей «Ступени» — Скорняжный переулок, д. 3, стр. 2

## Государственные автономные профессиональные образовательные учреждения
1. Московский государственный образовательный комплекс — ул. Вишнёвая, д. 5
2. Московский образовательный комплекс имени Виктора Талалихина — ул. Полбина, д. 72, стр. 1

## Государственные бюджетные профессиональные образовательные учреждения
1. Западный комплекс непрерывного образования — ул. Гвардейская, д. 15, корп. 2
2. Колледж индустрии гостеприимства и менеджмента № 23 — Погонный проезд, д. 5
3. Колледж малого бизнеса № 4 — ул. Дубининская, д. 25, стр. 1
4. Образовательный комплекс дизайна и технологий — ул. Савельева, д. 5
5. Политехнический колледж им. Н. Н. Годовикова — ул. Зои и Александра Космодемьянских, д. 19
6. Киноколледж № 40 «Московская международная киношкола» — ул. Шаболовка, д. 44

## Именованные лицеи
1. Лицей НИУ ВШЭ — Большой Харитоньевский переулок, д. 4
2. Гуманитарный лицей при Международном университете бизнеса и управления — 129594, 5-й пр-д Марьиной Рощи, д. 15а
3. Лицей «Авогадро» — 119831, ул. М. Пироговская, д. 1
4. Лицей «Возрождение» — 123060, ул. Рогова, д. 9, к. 2
5. Лицей «Камелия +» — 107564, Погонный пр., д. 1, к. 10а
6. Лицей «Столичный» — 113162, ул. Хавская, д. 5
7. Лицей «Эверест» — 127411, ул. Икшинская, д. 12
8. Лицей Международного университета (в Москве) — 125040, Ленинградский пр-кт, д. 17
9. Московский академический художественный лицей
10. Православный лицей духовной культуры во имя преподобного Серафима Саровского — 105043, ул. 3-я Парковая, д. 34, стр. 1